# Richard Middlemas
Richard „Rich“ Middlemas ist ein Filmproduzent, der bei der Oscarverleihung 2012 für die Produktion von Ungeschlagen zusammen mit Daniel Lindsay und T. J. Martin mit dem Oscar in der Kategorie Bester Dokumentarfilm ausgezeichnet wurde.
Middlemas studierte am College of Communication and Information an der University of Tennessee, wo er 1997 seinen Bachelor im Fach Broadcasting machte. Nach seinem Umzug nach Hollywood arbeitete er zunächst für Metro Goldwyn Mayer. Seit 2005 arbeitet er als selbständiger Produzent.

## Filmografie (Auswahl)
- 2011: Ungeschlagen (Undefeated)
- 2014: The Town That Came A-Courtin'